# Stadio Spor Toto Akhisar
Lo stadio Spor Toto Akhisar, noto anche come Akhisar Arena, è uno stadio ad Akhisar, in Turchia, della capienza di 121. Ospita le partite interne dell'Akhisar Belediyespor e ha una capienza di 12 139 posti.
Progettato dall'architetto Adnan Kazmaoğlu, è stato aperto al pubblico il 28 gennaio 2018, in occasione di una partita di Süper Lig tra l'Akhisar Belediyespor e l'Antalyaspor, e ha sostituito lo stadio 19 maggio di Magnesia nell'ospitare i match della squadra.